# Нова партия на благоденствието
Нова партия на благоденствието (на турски: Yeniden Refah Partisi, YRP) е ислямистка политическа партия в Турция, основана през 2018 г. Неин председател е Фатих Ербакан. Тя е наследник на Партията на благоденствието, забранена през 1998 г. Те приемат идеологията на Националната перспектива (на турски: Millî Görüş).

## История
Партията е основана на 23 ноември 2018 г. от сина на бившия министър-председател на Турция Неджметин Ербакан – Фатих Ербакан.
Първоначално партията критикува на режима на Реджеп Ердоган. През 2023 г. обявява кандидатурата на Фатих Ербакан за президентските избори. По-късно обаче се отказва и вместо това на 24 март 2023 г. се присъединява към Народния алианс, който подкрепя Реджеп Ердоган.